# 宪法学
宪法学是以宪法和与宪法相关的社会关系及其变动为研究对象的法学部门。宪法学研究的基本目的是为了宪政的实现。

## 宪政
宪政（constitutionalism）也称为“立宪政体”、“立宪主义”，从英文单词看来。宪政(constitutionlism)与宪法（constitution）有着密切的联系，《布莱克维尔政治学百科全书》中将宪法、宪政作为同一词目诠释而并未将其明确区分。西方学者对于宪政的一些基本问题达成了一定共识：第一。宪法是由一组用于指定规则的自足的或自觉的规范构成，是“法之法；第二，宪政首先是由意识形态和文化决定的一系列特殊道德观点。如尊重人的尊严，承认人生而平等。自由并享有追求幸福的权利；第三，任何有意义的宪法必须考虑到“合法性”（国家权力、公共政策和法律的合法性）和“同意”（人民对政府及其行为的承认和赞同）这两个要素。而也有学者认为宪政是一种制度安排和较好的政治条件。

## 民主
民主：来源于古希腊：demos其意为：人民，kratein意为：统治。民主，即人们的统治。而因各个政体不同，其主张民主的方式也不同，但在现代大多数国家中，一般原则为多数进行统治。然而这样的方式并不能代表真正的民主。自从公元前6世纪以来，民主的产生到现在，两千多年的发展使得我们对民主的定义早已不再是：“大多数统治”那古老的定义。而产生了一种新的更合理的定义：“给与所有人以平等权利，即为民主。”